# Pontificia Universidad Católica de Chile
Pontificia Universidad Católica de Chile (PUC) este o universitate fondată în anul 1888 în Chile.  

## Unele Facultăți
- Facultatea de Inginerie
- Facultatea de Drept
- Facultatea de Economie
- Facultatea de Educație
- Facultatea de Teologie
- Facultatea de Medicină